# Шраттенбах, Вольфганг Ганнибал фон
Вольфганг Ганнибал фон Шраттенбах (нем. Wolfgang Hanibal von Schrattenbach; 12 сентября 1660, Лемберг, графство Ганау-Лихтенберг — 22 июля 1738, Брно, королевство Богемия) — немецкий кардинал, государственный и церковный деятель из рода Шраттенбахов. Князь-епископ Оломоуца с 23 декабря 1711 по 22 июля 1738. Вице-король Неаполя с 18 августа 1719 по 1 марта 1721. Кардинал-священник с 18 мая 1712, с титулом церкви Сан-Марчелло с 7 декабря 1714 по 22 июля 1738.

## Ранние годы и происхождение
Вольфганг Ганнибал фон Шраттенбах родился 12 сентября 1660 года, в Лемберге, в графстве Ганау-Лихтенберг. Он был крещён в тот же день. Племянник кардинала Максимилиана Гандольфа фон Кюнбурга (1686 год). Его имя также указывалось как Вольфанго Аннибале, а его фамилия как Шроттенбах.
Вольфганг Ганнибал фон Шраттенбах происходил из дворянского рода семьи герцогов Шраттенбахов из Франконии, которая с XV века обосновалась в Штирийской марке. Он был старшим сыном Иоганна Бальтазара фон Шраттенбаха и Анны Елизаветы фон Вагенсберг, которые положили начало его церковной карьеры. Архиепископ Зальцбурга Зигмунд III фон Шраттенбах также принадлежал к этой семье, у которого Моцарт служил придворным музыкантом. 

## Образование и священство
С 1677 по 1683 год Вольфганг Ганнибал фон Шраттенбах учился в Римской семинарии, в Германской коллегии (лат. «Collegium Germanicum»), а в университете Ла Сапиенца в Риме, 12 декабря 1682 года он получил степень доктора философии и теологии.
20 мая 1682 года он стал каноником соборного капитула Оломоуца, а 11 сентября 1682 года каноником соборного капитула Зальцбурга. 1 июля 1685 года получил субдиаконат, а 26 июля 1688 года диаконат.
Рукоположён в сан священника 28 июля (или 20 сентября) 1688 года. 30 мая 1699 года стал деканом соборного капитула в Зальцбурге,.

## Епископ
15 сентября 1711 года соборный капитул епархии Оломоуца избрал его князем-епископом Оломоуца, после смерти епископа Карла Иосифа Лотарингского, который всегда уделял мало внимания епархии Оломоуца, так как он также был архиепископом Трирским. 19 декабря 1711 года назначен управляющим епархией на шесть месяцев.
23 декабря 1711 года оглашён папский указ Климента XI об утверждении его епископом. 27 февраля 1712 года предоставлено разрешение на получение епископского посвящения, а также достоинство двух аббатств. Посвящён в епископы 27 февраля 1712 года Францем Юлианом фон Брайда, титулярным епископом Гиппо Диарритуса, вспомогательным епископом Оломоуца.

## Кардинал
Возведён в кардинала-священника на консистории от 18 мая 1712 года, по предложению императора Карла VI. Папа послал ему красную биретту с апостольским бреве от 25 мая 1712 года. Получил красную шапку и титул церкви Сан-Марчелло 7 декабря 1714 года. 
Советник императора Карла VI с 1713 года. В 1713 году он назван императором (после Утрехтского мира) «королевским протектором» немецкой нации. В роли императорского посланника в 1714 году он был отправлен в Рим, где встречался с архитектором из Форли Джузеппе Меренда. Министр Австрии при Святом Престолом в 1716—1719 годах.  
18 августа 1719 года кардинал Шраттенбах был назначен вице-королём Неаполя, который стал австрийским владением после войны за испанское наследство, занимал этот пост до 1 марта 1721 года. 
Участвовал в Конклаве 1721 года, который избрал Папу Иннокентия XIII и написал подробные мемуары, а в 1722 году вернулся в Оломоуц после конклава, для управления своей епархии после семи лет отсутствия. В 1723 году он участвовал в коронации Карла VI в качестве короля Богемии. 
Не участвовал в Конклаве 1724 года, который избрал Папу Бенедикта XIII. Не участвовал в Конклаве 1730 года, который избрал Папу Климента XII.
Скончался 22 июля 1738 года, в Брно. Похоронен в капелле Матери скорби, которую он сам построил, в соборе Святого Морица, Кромержиж. В этой же капелле похоронен кардинал Антонин Теодор фон Коллоредо-Вальдзее-Мэлс.